# Gargela xanthocasis
Gargela xanthocasis là một loài bướm đêm trong họ Crambidae.